# Castillo Gujō Hachiman
El Castillo Gujō Hachiman (郡上八幡城 Gujō Hachiman-jō?) es un castillo japonés del tipo yamashiro (castillo de montaña) localizado en Gujō, Prefectura de Gifu, Japón.

## Historia
El castillo Gujō Hachiman fue construido en 1559 por Endo Morikazu aunque murió al poco tiempo de la finalización de la edificación, por lo que lo heredó su hijo Endo Yoshitaka. Yoshitaka se convirtió más tarde en sirviente de Oda Nobunaga por lo que el control del castillo pasó a manos de Inaba Sadamichi quien hizo renovaciones mayores a la fortaleza. Yoshitaka regresó al castillo después de la Batalla de Sekigahara. El castillo fue expandido en 1646.
Durante la Restauración Meiji, el castillo fue deshabilitado. En 1933, el castillo fue reconstruido en madera.